# Hospital de Marina de Cartagena
El antiguo Hospital Militar de Marina de Cartagena, llamado Real Hospital de Antiguones hasta 1801, es un antiguo hospital de la Armada Española situado en el casco antiguo de Cartagena (Murcia), que actualmente alberga la Escuela Técnica Superior de Ingeniería Industrial de la Universidad Politécnica.

## Historia
Las obras para la construcción del hospital comenzaron el 1 de julio de 1749 bajo la dirección del ingeniero militar baguenense Sebastián Feringán, y se alargaron hasta 1762. La inauguración se realizó el día 20 de mayo de aquel año, figurando el raguseo Mateo Vodopich como director debido al fallecimiento de Feringán días antes. Los 8.924.863 reales que costó la edificación fueron asumidos por la Corona.
El recinto sanitario contaba con una capacidad asistencial de 1.000 camas, si bien llegó a alojar hasta 4000. Una de estas ocasiones llegó en 1804, cuando se hubo de internar a 9000 personas convalecientes de fiebre amarilla, un número tan alto que obligó a habilitar el cercano Cuartel de Antigones para hacer frente a la emergencia. El hospital sirvió además de base militar para varios regimientos, como el de Infantería Real de América, que lo ocupó brevemente en 1764; los Suizos de Teodoro Reding, afectados por fiebres tercianas y que terminaron instalándose entre 1768 y 1785; y finalmente el Tercio de Levante del cuerpo de Infantería de Marina, el cual permaneció allí hasta 1965.
El edificio fue abandonado en 1983 por la Armada, y en esta situación quedó hasta 1999, fecha en la que el arquitecto Martín Lejárraga inició su rehabilitación con objeto de que pudiera acoger la sede de la Escuela Técnica Superior de Ingeniería Industrial de la Universidad Politécnica de Cartagena.

## Arquitectura
El Hospital de Marina es un complejo de tres plantas (20 m de altura) y voluminosos muros de un metro de profundidad levantado con sillares de tabaire, la variedad local de arenisca extraída de las canteras cercanas. El plano arquitectónico ofrece una disposición rectangular en la que una nave central sirve de separación entre dos grandes patios cuadrados rodeados de soportales de siete arcos de medio punto por lado.
La entrada principal se hallaba inicialmente en el centro de la fachada sur, por la que podía accederse a los pisos superiores por una escalera con balcones y arcadas, cubierta por un cimborrio con ventanas laterales y cúpula de teja. Sin embargo, esta puerta se terminó tapiando, abriéndose en su lugar dos puertas que diferenciarían los sectores del hospital según su función: la zona este fue utilizada como cuartel, mientras que la oeste preservó su cometido sanitario, acomodando una farmacia, una parte administrativa, una biblioteca, etc. La nave de crujía dispuso la cocina, mientras que junto al foso se ubicaron almacenes, lavaderos y mazmorras.
La tercera planta está dedicada a la azotea con zonas abuhardilladas que en determinadas ocasiones se emplearon como alojamiento de soldados. La cubierta está sostenida por vigas de pino rojo.